# ナイスコンプレックス
ナイスコンプレックスは東京を拠点に活動する劇団である。主宰はキムラ真。

## 略歴
- 2007年、劇団水性音楽出身のキムラ真が旗揚げ[1]。
- 2009年9月、新生ナイスコンプレックスとして活動を開始。ある特定の状況に置かれた人間の心の葛藤を描く「行動展示演劇」を展開。
- 2015年より新たな作風に取り組む。
- 2016年3月、N20『オレンジの迷信行動』、N22『鬼のぬけがら』、N23『よみ人シラズ』、N24『キミが読む物語』に客演参加した濱仲太が入団。
- 2018年1月、劇団員オーディション初の合格者として、土井覚と百瀬友水が入団。
- 2018年12月、北野くるみが入団。
- 2020年、よこのゆたかが入団。
- 2021年より準劇団員を設け、初の準劇団員として篠原麟太郎が入団。

## エピソード
- ナイスコンプレックスという劇団名の由来は、「短所は隠すのではなく、前に出した方が強くなるし、何より面白い」という考えから生まれた造語。
- 「実際にあった事件・出来事をモチーフにし、演劇にしか出来ない事をする。自分の家族が見て分からない表現はしない。残る演劇を創る」こと。「考えてもらう」ではなく、「知ってもらう」をコンセプトとした作品づくりをしている。
- N19『斜い人』は「赤ちゃんポスト」を、N20『オレンジの迷信行動』は「死刑」を、N23『よみ人シラズ』は「君が代」をそれぞれ擬人化した抽象的な作品群である。
- ナイスコンプレックスの略称はナイコン。

## 劇団員
- キムラ真（脚本家・演出家・代表／俳優）
  - 1981年7月17日生まれ[2]
  - 宮城県仙台市出身、北海道育ち
- 早野実紗（女優）
  - 9月3日生まれ[3]
  - 福岡県朝倉市出身
- 紅林里美（女優・作曲・歌唱）
  - 10月26日生まれ[4]
  - 東京都新宿区出身
- 大久保悠依（女優・ドラマトゥルク）
  - 10月7日生まれ[5][6]
  - 東京都出身
- 赤眞秀輝（俳優）
  - 1974年9月19日生まれ[7]
  - 鹿児島県奄美市出身
- 濱仲太（俳優）
  - 1983年7月1日生まれ[8]
  - 東京都出身
- 北野くるみ（女優）
  - 1995年7月30日生まれ
  - 北海道生まれ、鹿児島県育ち
- 篠原麟太郎（俳優）
  - 1995年5月7日生まれ
  - 栃木県鹿沼市出身

### かつて所属していた劇団員
- 杉森雅也（俳優）
- 植松隆史（俳優）
- 藤田慶輔（俳優）
- 福田大助（俳優）
- 西山弘教（俳優）
- 安部智美（女優）
- 森田陽祐（俳優）
- 神田友博（俳優）
- 土井覚（俳優）
- 百瀬友水（俳優）
- よこのゆたか（俳優）

## 劇団公演
2007年
- ナイスコンプレックス N1『カナリヤ亡く夜』（6月7日 - 10日、明石スタジオ）
- ナイスコンプレックス N2『何苦楚ラフ』（11月30日 - 12月2日、明石スタジオ）

2008年
- ナイスコンプレックス N3『たぐり寄せるジェンガ』（2月28日 - 3月3日、ART THEATER かもめ座）
- ナイスコンプレックス N4『来ずトレイン末つジャック』（4月18日 - 20日、明石スタジオ）
- ナイスコンプレックス N5『あ罵羅ボ〜ン 〜君をチッチョと呼ぶ為に〜』（7月9日 - 13日、シアター風姿花伝）
- ナイスコンプレックス N6『八日目』（10月29日 - 11月3日、SPACE 雑遊）

2009年
- ナイスコンプレックス N7『青春の握りこぶし〜熱くあれ〜』（3月25日 - 29日、明石スタジオ）
- ナイスコンプレックス N8『カナリヤ亡く夜』（再演）（9月3日 - 7日、阿佐ヶ谷アルシェ）
- ナイスコンプレックス N9『ナイスコンプレックス』（11月25日 - 29日、阿佐ヶ谷アルシェ）

2010年
- ナイスコンプレックス N10『キスより素敵な手を繋ごう』『追憶と記憶』（3月24日 - 29日、阿佐ヶ谷アルシェ）
- ナイスコンプレックス N11『来ずトレイン末つジャック』（再演）（6月9日 - 14日、阿佐ヶ谷アルシェ）
- ナイスコンプレックス N12『サバイバーズ・ギルト』（11月23日 - 28日、Geki地下Liberty）

2011年
- ナイスコンプレックス N13『ゲズントハイト〜お元気で〜』[9]（4月20日 - 24日、Geki地下Liberty）
- ナイスコンプレックス N14『キスより素敵な手を繋ごう』（再演）『追憶と記憶』（再演）『メロウ』（8月12日 - 16日、サンモールスタジオ）
- ナイスコンプレックス N15『ナイスコンプレックス』（再演）[10]（東京：11月22日 - 25日、ウエストエンドスタジオ / 札幌：12月9日 - 11日、扇谷記念スタジオ・シアターZOO）

2012年
- ナイスコンプレックス N16『キミが読む物語』[11]（4月6日 - 10日、サンモールスタジオ）
- ナイスコンプレックス N17『ワチャゴナドゥ』[12]（7月12日 - 16日、サンモールスタジオ）
- ナイスコンプレックス N18『ゲズントハイト〜お元気で〜』（再演）[13]（福岡：10月5日 - 8日、ぽんプラザホール / 札幌：11月1日 - 4日、扇谷記念スタジオ・シアターZOO / 東京：11月22日 - 12月2日、サンモールスタジオ）

2013年
- ナイスコンプレックス N19『斜い人（）』[14]（5月2日 - 8日、サンモールスタジオ）
- ナイスコンプレックス N20『オレンジの迷信行動』[15]（8月9日 - 18日、サンモールスタジオ）

2014年
- ナイスコンプレックス 道東公演『ナイスコンプレックス』[16]（音更：1月29日、音更町文化センター 小ホール / 釧路：2月2日、まなぼっと幣舞 大ホール）
- ナイスコンプレックス N21『サバイバーズ・ギルト』[17][18]（5月8日 - 11日、駅前劇場）

2015年
- ナイスコンプレックス N22『鬼のぬけがら』[19][20]（1月21日 - 26日、OFF・OFFシアター）
- ナイスコンプレックス N23『よみ人シラズ』[21][22]（9月9日 - 14日、吉祥寺シアター）
- 劇王東京II ナイスコンプレックス『可哀想な姉』[23]（12月26日、新宿シアター・ミラクル）

2016年
- ナイスコンプレックス N24『キミが読む物語』（再演）[24][25]（2月24日 - 29日、あうるすぽっと）
- 第7回せんがわ劇場演劇コンクール ナイスコンプレックス『かぜがふいた』[26]（7月10日、調布市せんがわ劇場）
- ナイスコンプレックス N25『かぜのゆくえ』[27]（8月10日 - 14日、ポケットスクエア ザ・ポケット）
- ナイスコンプレックス N26『ゲズントハイト〜お元気で〜』（再々演）[28]（10月26日 - 30日、東京芸術劇場 シアターイースト）

2017年
- ナイスコンプレックス N27『キスより素敵な手を繋ごう』（再々演）[29]（2月22日 - 26日、あうるすぽっと）
- ナイスコンプレックス N28『ナイスコンプレックス』（再々々演）[30]（4月20日 - 23日、調布市せんがわ劇場）

2018年
- ナイスコンプレックス N29 フリーカル『YAhHoo!!!!』[31]（4月25日 - 29日、シアターグリーン BIG TREE THEATER）
- ナイスコンプレックス プロデュース公演 NP#1『12人の怒れる男』（9月20日 - 24日、サンモールスタジオ）
- ナイスコンプレックス プロデュース公演 NP#2『えんとつ町のプペル』（12月5日 - 9日、調布市せんがわ劇場）

2019年
- ナイスコンプレックス プロデュース公演 NP#3『12人の怒れる男』（東京：7月17日 - 21日、TACCS1179 / 大阪：8月2日 - 4日、インディペンデントシアター2nd）
- ナイスコンプレックス N30 フリーカル『YAhHoo!!!!』（福島：9月7日 - 8日、チームスマイル・いわきPIT / 東京：9月12日 - 16日、新宿村LIVE）

2020年
- ナイスコンプレックス プロデュース公演 NP#4『えんとつ町のプペル』（東京：2月21日 - 25日、ベースメントモンスター王子 / 札幌：2月28日 - 3月1日、札幌市こどもの劇場やまびこ座[注釈 1]）
- ナイスコンプレックス プロデュース公演 NP#5『12人の怒れる男』（東京：7月23日 - 27日、銀座博品館劇場 / 大阪：8月14日 - 16日、ABCホール）

2021年
- ナイスコンプレックス N31『キスより素敵な手を繋ごう』（2月20日 - 28日、あうるすぽっと）
- ナイスコンプレックス N32 フリーカル『YAhHoo!!!!』（東京：6月4日 - 6日、シアターサンモール / 福島：6月12日 - 13日、チームスマイル・いわきPIT）
- ナイスコンプレックス プロデュース公演 NP#6『12人の怒れる男』（大阪：7月30日 - 8月1日、大阪市立芸術創造館 / 東京：8月12日 - 15日、赤坂RED/THEATER）

2022年
- ナイスコンプレックス N34 フリーカル『YAhHoo!!!!』（5月11日 - 15日、あうるすぽっと）
- ナイスコンプレックス N35『キスより素敵な手を繋ごう』（東京：6月15日 - 19日、シアターサンモール / 福岡：6月26日、北九州芸術劇場 中劇場）

2023年
- ナイスコンプレックス N33『ゲズントハイト〜お元気で〜』（2022年2月17日 - 20日、東京芸術劇場 シアターウエスト[注釈 1] 2023年3月16日 - 21日、あうるすぽっと）